# Centre hydrométéorologique de Russie
Le Centre hydrométéorologique de Russie (en russe : Гидрометцентр России) est le service météorologique national de la Russie, faisant partie du Service fédéral russe d'hydrométéorologie et de surveillance environnementale.

## Histoire
Le Centre hydrométéorologique de Russie fut fondé en 1921 comme le service météorologique de la République socialiste fédérative soviétique russe. En 1929, il rejoignit le Centre hydrométéorologique de l'URSS. Conformément au décret gouvernemental sur la création d'un service hydrométéorologique unique le 1er janvier 1930, il fut intégré au Bureau central météorologique, puis en 1936 à l’Institut météorologique central (renommé en 1943 - Institut central de prévision). En 1965, l'Institut, le Centre commun de l'Académie des sciences et la Direction générale du service hydrométéorologique furent fusionnés en une seule institution : le Centre de recherche hydrométéorologique de l'URSS.
Depuis 1992, après le démantèlement de l'URSS, il est redevenu le Centre hydrométéorologique de Russie. Le décret gouvernemental №1167 du 14 octobre 1994 lui donna le statut de Centre scientifique d’État de la fédération de Russie.

## Mission
Le Centre est responsable de la Veille météorologique mondiale de l'Organisation météorologique mondiale (OMM) sur le territoire russe. Il doit maintenir un réseau d'observations et fournir les relevés météorologiques dans le respect de ses obligations internationales. Il comprend :
- Un centre météorologique mondial (CMM-Moscou) ;
- Un centre météorologique régional spécialisé de la région européenne ;
- Un centre national de prévisions météorologiques.

Les principales tâches du Centre hydrométéorologique russe sont les suivantes :
- Obtenir de nouvelles connaissances sur les processus météorologiques dans le système « atmosphère-océan-terre ».
- Pourvoir au soutien opérationnel en hydrométéorologie pour la fédération de Russie pour aider sa population, son économie et son infrastructure, y compris les avertissements de conditions météorologiques dangereuses.

## Principaux domaines de recherche
Des recherches sont menées par le Centre dans le cadre des domaines prioritaires de la fédération de Russie en science,  technologie et ingénierie de l'écologie et de l'utilisation rationnelle des ressources naturelles. Les principales orientations du Centre hydrométéorologique comprennent :
- L'étude des processus hydrométéorologiques fondamentaux et appliqués à différentes échelles spatiales et temporelles, l'interaction de l'atmosphère avec l'océan, les processus hydrologiques sur les continents, la cryosphère et la biosphère ;
- La conception et le développement de modèles physiques et mathématiques de l'environnement naturel (air, mer, les eaux intérieures, continent, etc.) ;
- La recherche sur la prévisibilité des processus hydrométéorologiques et le développement de méthodes de prévision hydrométéorologiques, y compris les prévisions et les phénomènes météorologiques dangereux ;
- La création de technologies modernes de l'information pour la collecte et la surveillance des données météorologiques (en surface, en altitude, par avions, par navires, par satellites et radars météorologiques), en vue de produire des analyses de la situation et des prévisions pour son évolution.

Le Centre est également la principale école scientifique du pays en hydrométéorologie.

## Coopération internationale
Le Centre hydrométéorologique mène en étroite coopération avec les organisations météorologiques internationales dans le cadre de la Veille météorologique mondiale divers programmes : recherche sur le climat, Année polaire internationale, etc. Onze employés du Centre hydrométéorologique de Russie sont aussi membres de divers groupes d'experts de l'OMM. 